# جزر الهند السوداء
جزر الهند السوداء (بالفرنسية: Les Indes noires)، أو طفل الكهف (بالإنجليزية: The Child of the Cavern)، هي رواية للكاتب الفرنسي جول فيرن، وضعها بشكل مسلسل في جريدة لوتون في مارس وأبريل 1877 والتي نشرت بعد ذلك على الفور من قبل بيير جول هيتزل. وقد نشرت الطبعة الأولى في المملكة المتحدة في أكتوبر 1877 بواسطة سامبسون لو، مارستون، سيرلي وريفينغتون بعناوين مثل غرائب الأعمال تحت الأرض. الألماس الأسود، مدينة تحت الأرض.

## روابط خارجية
- 52 رسم توضيحي بواسطة جول فيرات